# Гай Марций Фигул (претор)
Гай Ма́рций Фигу́л (лат. Gaius Marcius Figulus; II век до н. э.) — римский политический деятель из плебейского рода Марциев Фигулов, видный юрист, который неудачно претендовал на консулат.

## Биография
Гай Марций принадлежал к знатному плебейскому роду и был сыном двукратного консула того же имени. Его упоминает только один античный автор — Валерий Максим. Фигул был видным юристом и однажды выдвинул свою кандидатуру в консулы, но проиграл выборы. Раздосадованный этим поражением, он на следующий день после голосования выгнал из дома всех, кто пришёл к нему с советом. Исследователи делают из этого рассказа вывод, что Гай Марций в какой-то момент занимал должность претора (иначе он не был бы допущен к консульским выборам в соответствии с законом Виллия). Даты остаются неизвестными. Американский антиковед Терри Бреннан осторожно датировал претуру Фигула приблизительно 133 годом до н. э.
У Гая был сын того же имени, о котором ничего не известно. Он стал отцом консула 64 года до н. э.